# Bellestar (Fenolleda)
Bellestar, dit tradicionalment Bellestar de la Frontera (l'endònim occità és Belhestar; el topònim oficial en francès, Bélesta) és un municipi de la comarca de la Fenolleda, al departament dels Pirineus Orientals. Es troba actualment a la zona de llengua catalana (com Montalbà de la Frontera) de transició cap a l'occità, a ponent del coll de la Batalla, frontera tradicional d'Occitània amb el Rosselló.

## El poble
El poble de Bellestar de la Frontera es troba a 380 m d'altitud al centre del sector occidental del terme, en una situació estratègicament favorable. Inicialment l'emplaçament del lloc fou un altre, anomenat Riberac, però a mitjan segle xii les necessitats defensives feren que fos traslladat a l'indret actual i prengué el nom de Bellestar, mencionat per primera vegada el 1173 (alode de Riberacho seu de Pulcro novo Estar).

## El terme
El terme municipal de Bellestar de la Frontera, de 20,52 km² d'extensió, es troba a la zona de llengua catalana (amb un característic parlar de transició vers l'occità) de la Fenolleda al sector de contacte d'aquesta amb el Rosselló, a ponent del coll de la Batalla (límit tradicional del Principat de Catalunya amb el Regne de França), a l'extrem E del serrat que es desprèn del massís de Madres i del Tuc Dormidor i separa les conques de l'Aglí i de la Tet (les aigües de Bellestar van a la conca de la Tet). Comprèn el poble de Bellestar, cap del municipi, l'antic lloc de Jonqueroles, l'antic castell i petit nucli de Caladroer, i l'antic vilar de Llebrers.
Limita amb els termes rossellonesos de Montner i Millars a l'E, Nefiac i Illa al S, i els ja fenolledesos de Montalbà del castell al SW, Caramany al NW, Cassanyes i la Tor de França al N. Els eixos principals de comunicació són les carreteres secundaries D-17, d'estagell a Montalbà del castell i Taterac, i la D-612, de Millars a Estagell (que passa pel coll de la Batalla, d'on surt un brancal a Bellestar), que s'uneix amb l'anterior i continua fins a Caramany. Una altra carretera estreta uneix Bellestar amb la D-2, que va a Illa procedent de Montalbà.

## Llocs o indrets

### Jonqueroles

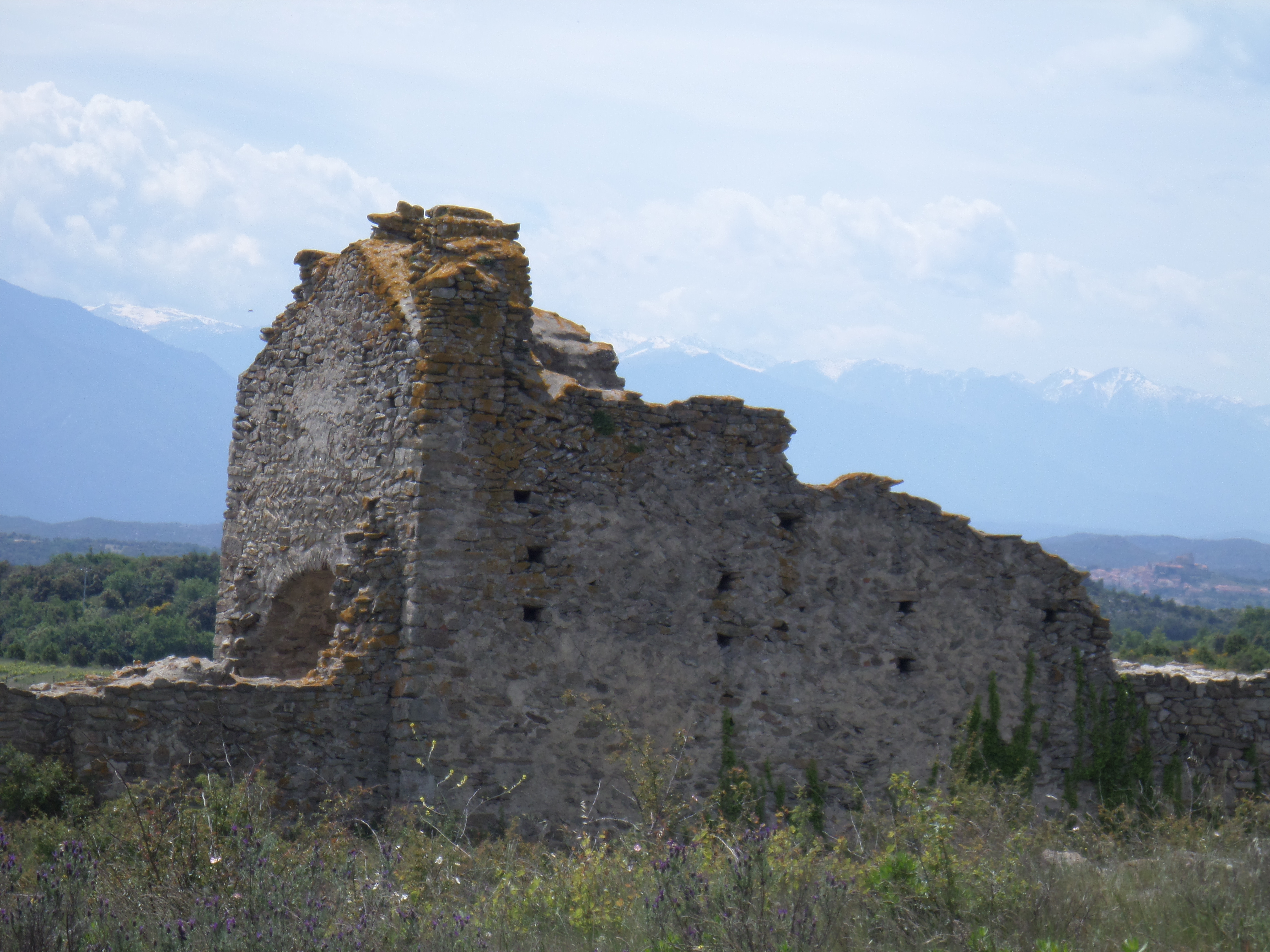
El que resta de l'església de Sant Bartomeu

L'antic lloc de Jonqueroles s'alçava en un turó (412 m) a llevant de Bellestar i restà despoblat probablement al segle xvii. Fou inicialment la seu de la parròquia dels llocs de Bellestar, Jonqueroles i Caladroer i per acò donava nom a l'actual terme. La villa Joncherolas és documentada el 1021 quan el comte de Besalú Bernat Tallaferro la llegà al seu fill Hug. L'església de Sant Bartomeu, documentada des del 1154 i com a parròquia des del 1340 (parrochia S. Bartholomei de Jonquerolis), és l'únic vestigi del lloc; és un petit edifici pre-romànic i sembla bastida al segle x.

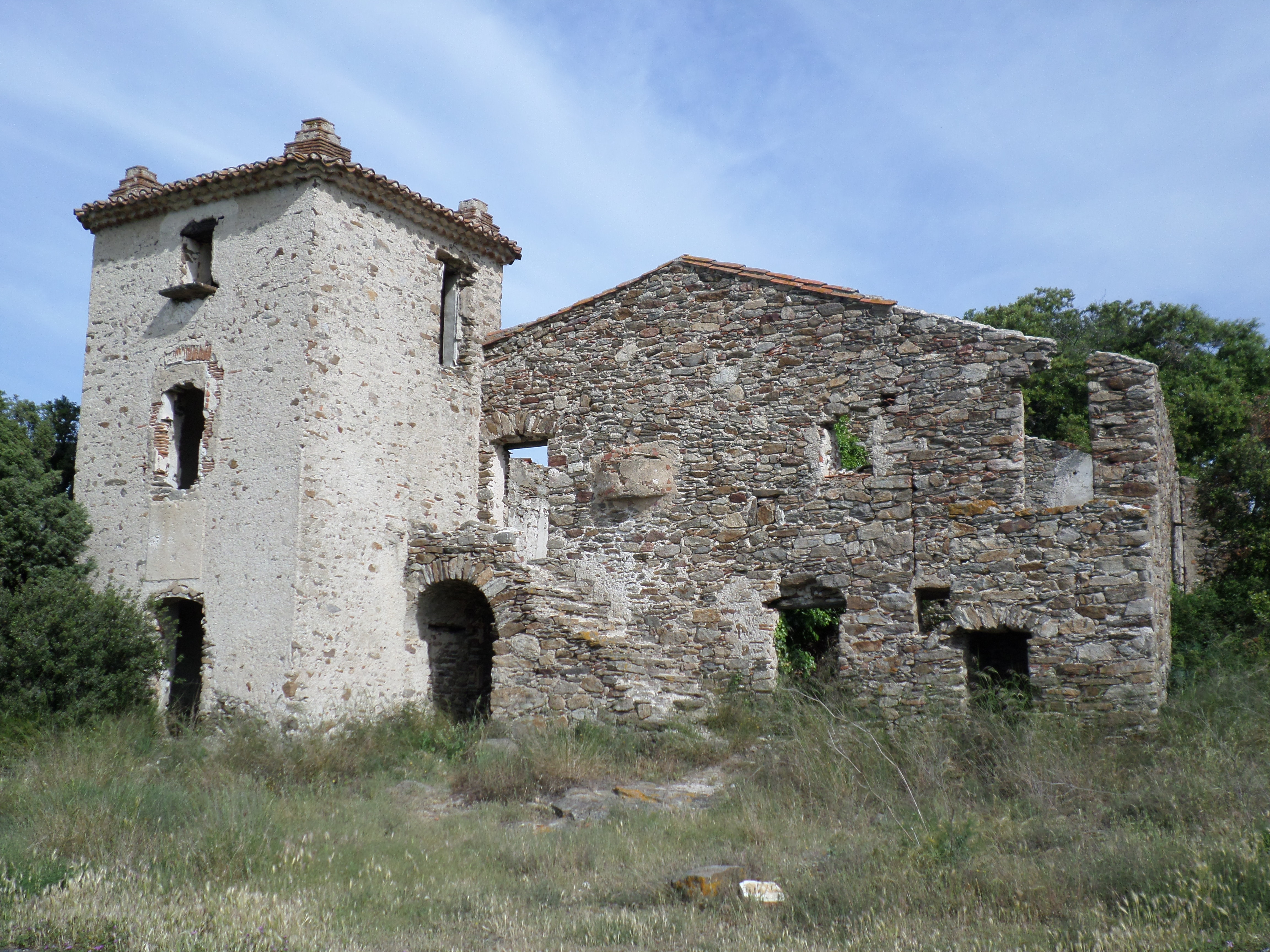
Antiga casa pairal al lloc de Llebrers

### Llebrers
Llebrers (villare Librarium el 842) fou un dels vilars de la Fenolleda amb els quals Carles el Calb gratificà aquest any 842 el seu fidel Milon. Una família cognominada Llebrers (A. de Lebrers), titular d'aquest petit feu, apareix el 1154. Es trobava entre Jonqueroles i Caladroer, i el topònim encara persisteix.

### Castell de Caladroer

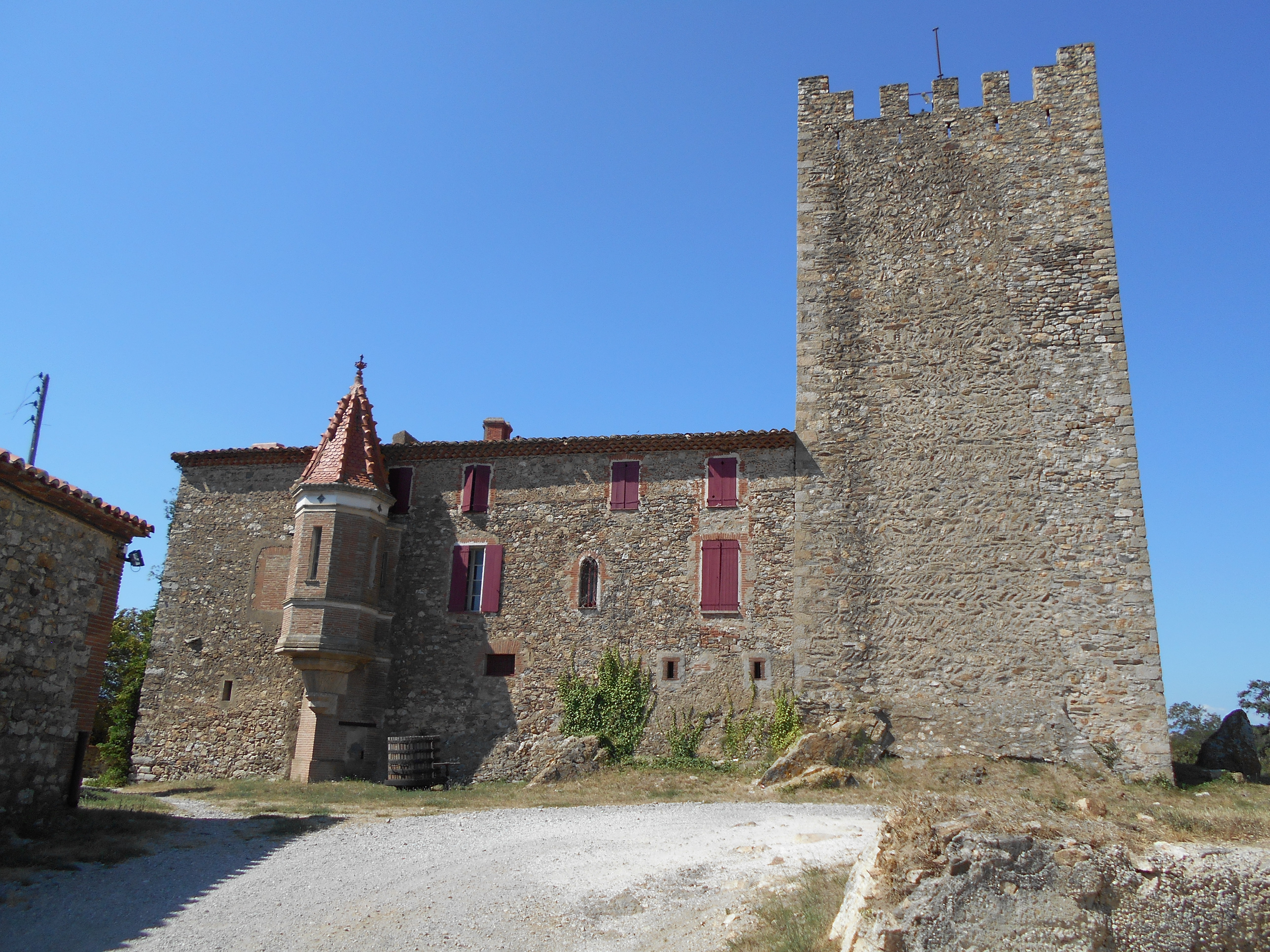
Castell de Caladroer

El castell és al bell mig del petit poble de Caladroer i cal fer esment de la seva torre quadrada del segle xiii. Molt modernitzat, actualment és la seu d'un dels vinyaters més importants de la zona. Aquest castell s'alça al sector de llevant del terme, poc abans del coll de la Batalla, i dona nom a un extens domini. El lloc es esmentat ja el 1021 (villarunculum Casal Adroario) i deu probablement el nom a Adroer, espòs de Ranlo,(1) el qual a mitjan segle X adquirí aquest territori dels germans Esteve i Isarn en canvi d'un domini situat a Millars, que havia heretat Ranlo. Sembla que els seus descendents portaren el patronímic de d'Adroer o Caladroer des del segle xii (Petrus Johannis de Caladroer el 1154, Brenardus de Caladroer el 1172). El castrum de Caladroherio és documentat el 1257 i degué formar part de la mateixa línia defensiva de Bellestar. Als segles xiii i XIV hi tingueren drets senyorials distintes famílies (Illa i Trémoine, Batlle, Bellcastell, Mosset i Fenollet). El 1370 Beatriu de Saga (esposa de Berenguer d'Oms), senyora de Mosset i Bellestat, adquirí la meitat de la senyoria a Joan de Bellcastell. Al segle xv una meitat de la senyoria era de Ramon de Perellós i l'altra dels Montesquiu. Pere Ramon de Montesquiu, senyor de Somià, sembla que gaudí de la senyoria sencera de Caladroer, que perdurà en mans dels seus descendents fins al 1558. El castell de Caladroer deixà de ser fortalesa militar a mitjan segle xvii, tot i que encara visqué un setge el 1793, a la Guerra Gran.

### La Cauna

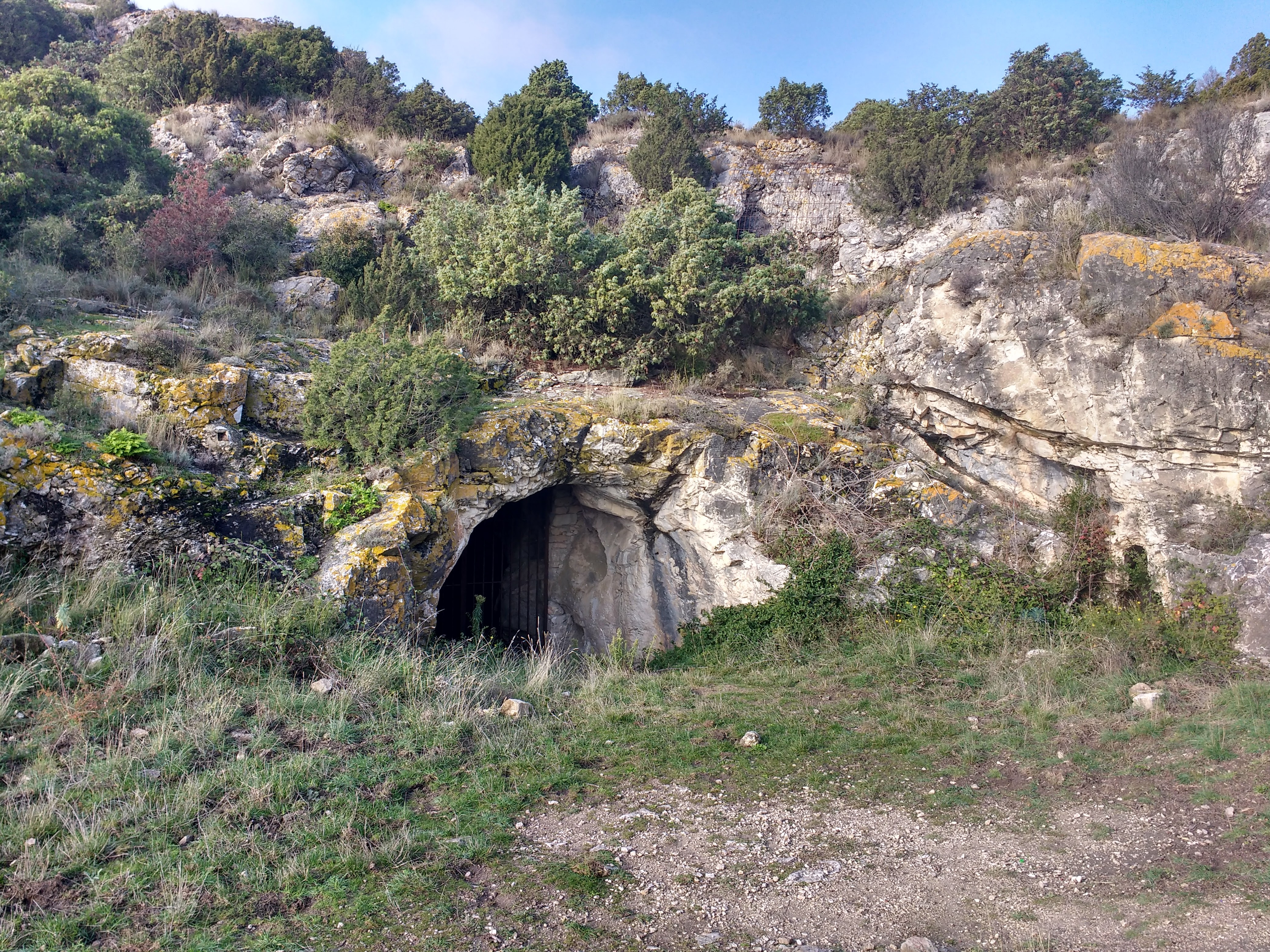
La Cauna

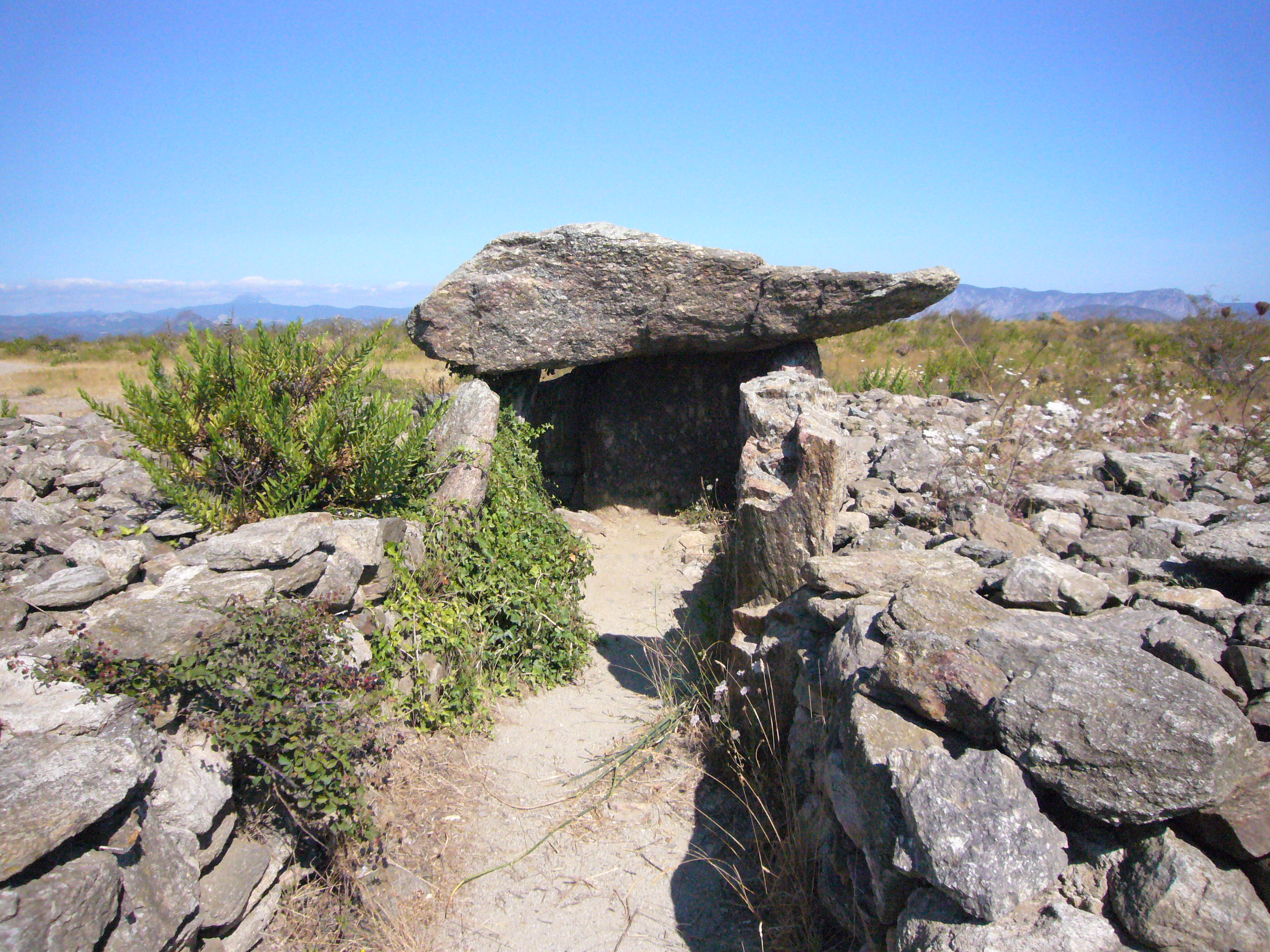
Dolmen del Molí del vent

Aquesta gran cavitat natural uns 2 km a ponent de Bellestar, foren trobats interessants restes arqueològiques datables del Neolític (les excavacions foren fetes amb poc rigor científic). Hi ha vestigis d'hàbitat o necròpolis de l'edat de ferro al N de la carretera que va a Caramany. Dins el terme hi ha, a més, importants monuments megalítics; un dolmen de corredor, molt ben conservat, es troba al N del poble, prop del Molí del Vent; dins el domini de Caladroer, al lloc dit la Peira Dreta, hi ha un gran menir, derrocat i trencat, al centre de la cubeta; una roca de cúpules (Roche à cupules) al S; un dolmen arruïnat, conegut per l'arca de la Ginebrosa, a l'O; un altre petit dolmen, destruït pels anys 1980, al N.
- (1) Podrie ser Ranlo d'Empúries abadessa de Monestir de Sant Joan de les Abadesses, anomenat antigament Sant Joan de Ripoll.

## El territori
Els terrenys són formats per gneis al sector N i per granits al S, comprèn una zona central a l'extrem del sinclinal dit de Boissavila, que formen un esperó (inversió de relleu) que determinà l'emplaçament del poble de Bellestar i presenta un aspecte molt trencat. L'altitud màxima són els 541 m del Picabell i la mitjana es troba entre 300 i 400. El principal curs d'aigua és la Ribera de la Cabrerissa, que travessa el sector SW del terme i va a parar a la Tet (el darrer tram és conegut per la Ribereta) i que rep el torrent de l'Hortell; altres torrents van directament a la Tet, però al sectorNE, al nord de Caladroer, els torrents de Caladroer i de la Brossa van a l'Aglí.

## L'agricultura
Hi ha sectors boscats, especialment a la zona d'esquists a migdia de Bellestar i a l'extrem de llevant, al bosc de Caladroer (alzines i alguns roures), en un extens domini de 500 ha, una tercera part de la qual és de vinya (garnatxes i moscatells). La superfície agrícola es calcula en 555 ha, de les quals 533 de vinya (la gran majoria de denominació d'origen no arribant a la dotzena les d'altres vins) i només 5 d'arbres fruiters (albercoquers i presseguers) i 1 d'hortalisses, en una seixantena d'explotacions. Mentre l'extens domini citat té un rendiment bo en l'explotació vinícola, la resta de les explotacions, en un terrer fraccionat en petits illots vitícoles, amb feixes als vessants, té una rendibilitat difícil (vinya de carinyena i dificultat en la denominació de vi dolç natural per la qualitat --granit i gneis-- dels sols), hom va dur a terme els anys 1980 una acció concertada entre les organitzacions agràries i els productors per artigar i posar en valor un nou vinyer guanyat sobre el matoll i la garriga al sector entre Bellestar i Caladroer. Hi ha una cooperativa vinícola.

## Història
L'actual castell de Bellestar, arruïnat i restaurat en part (serveix d'habitatge), es remunta al segle xiii, quan el tractat de Corbeil establí (1258) la línia fronterera entre el Principat de Catalunya i França i aquest sector adquirí una gran valor defensiu; el castrum et villa de Pulchro Stare són documentats el 1312. La primitiva església del lloc de Riberac (Santa Magdalena, esmentada el 1173), fou reconstruïda, sembla, dins el castell de Bellestar (capella B. Marie Magdalenes castri de Belestar, en un document de 1380); fou restaurada i coberta amb una volta el 1280 mercès a un llegat d'Ademar III de Mosset i no esdevingué parròquia fins al 1648.
El 1325 Seguer de Perapertusa era senyor de Bellestar i Montalbà, però des de 1334 la senyoria o consenyor/ia de Bellestar estava en mans d'Ademar IV de Mosset, del qual passà a la seva neta Beatriu de Mosset, filla d'Arnau de Saga i muller Berenguer III d'Homs. El 1731 aquesta comprà la meitat del castell de Bellestar a Joan de Bellcastell, que ja l'any anterior li havia venut la meitat del de Caladroer. Altres documents testimonien altres drets senyorials de Bellestar en aquesta mateixa època per a les famílies Matamala (1376) i Santacoloma (1371, 1421). El 1439 les meitats dels castells de Bellestar i Tomafort (Rasigueres) foren venudes per Jacmeta, filla de Galceran de Santacoloma a Pere Ramon de Montesqui. El 1457 en tenia la senyoria Jacoba, vídua de Ramon d'Aiguabella (1488), el qual prengué el nom de Ramon de Bellestar (1499). Trobem després Pere de Bellestar (1534) i la seva vídua Margarida de Bellestar i de Bearn, que tenia la meitat del castell el 1599; aquesta feu testament el 1608 a favor del seu germà Àngel de Bearn i, després d'ella, del seu nebot Gastó de Bearn. El 1662 Francesc de Niòrt senyor de Bellestar i els seus descendents mantingueren la senyoria fins a la Revolució Francesa.

## Cantó número 15
Actualment, juntament amb les viles catalanes d'Estagell, Ribesaltes i Salses i les occitanes de Sant Pau de Fenollet i Sornià i la Tor de França, a més dels pobles catalans d'Arboçols i Tarerac, de la comarca del Conflent, i les Cases de Pena, Espirà de l'Aglí, Montner, Òpol i Perellós, Talteüll i Vingrau, de la del Rosselló, i dels occitans d'Ansinyà, Campossí, Caramany, Cassanyes, Caudiers de Fenollet, Centernac. l'Esquerda, Felluns, Fenollet, Fossa, Lançac, Maurí, Pesillà de Conflent, Planeses, Prats de Sornià, Prunyanes, Rasigueres, Rebollet, Sant Martí de Fenollet, Trevillac, Trillà, Virà i el Viver forma part del cantó número 15, de la Vall de l'Aglí (nou agrupament de municipis fruit de la reestructuració cantonal feta amb motiu de les eleccions cantonals i departamentals del 2015), amb capitalitat a Ribesaltes.

## Geografia

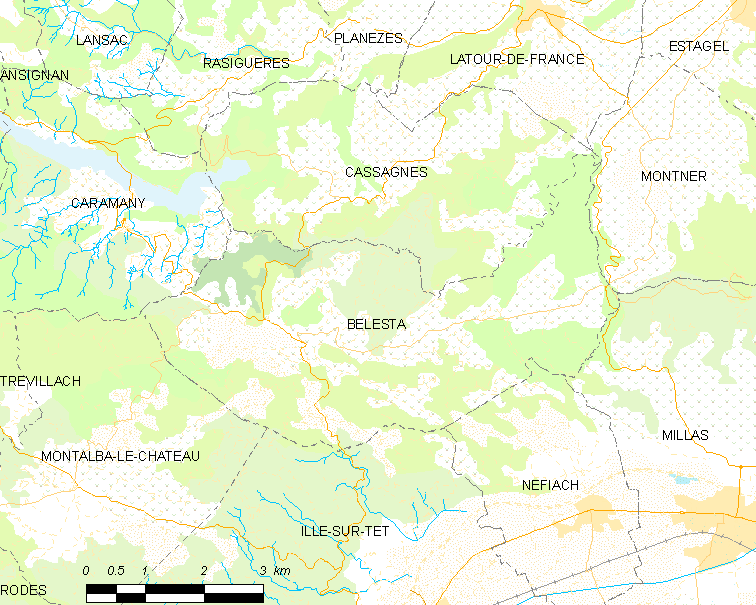
Mapa de la comuna de Bellestar

## Administració i política

### Alcaldes
| Alcalde            | Període        |
| ------------------ | -------------- |
| Nicolas Malet      | 1792-1792      |
| Jean-Paul Laurent  | 1792-1793      |
| Jacques Biles      | 1793-1801      |
| François Olive     | 1801-1808      |
| Jacques Biles      | 1808-juny 1815 |
| Baptiste Pugnaud   | juny 1815-1816 |
| Jacques Biles      | 1816-1820      |
| Baptiste Pugnaud   | 1820-1830      |
| Dominique Bergès   | 1830-1831      |
| Jacques Chaluleu   | 1831-1831      |
| Étienne Chaluleu   | 1831-1834      |
| Jacques Biles      | 1834-1835      |
| Étienne Mérou      | 1835-1840      |
| Ballagar Delonca   | 1840-1846      |
| Étienne Mérou      | 1846-1855      |
| Pierre Marquet     | 1855-1864      |
| Prosper Biles      | 1864-1865      |
| Pierre Mérou       | 1865-1871      |
| Jean Vidal         | 1871-1896      |
| Jean Olive         | 1896-1900      |
| Jean Roque         | 1900-1904      |
| Auguste Delebart   | 1904-1908      |
| Sixte Chaluleu     | 1908-1912      |
| Léon Vidal         | 1912-1914      |
| Justin Saly        | 1914-1917      |
| Jean Olive         | 1917-1919      |
| Léon Vidal         | 1919-1935      |
| Paul Biles         | 1935-1936      |
| Pierre Pasquier    | 1936-1945      |
| Joseph Lacour      | 1945-1953      |
| Pierre Pasquier    | 1953-1962      |
| Norbert Saly       | 1962-1977      |
| Louis Baills       | 1977-2001      |
| Gilbert Bourniole  | 2001-2007      |
| Roger Morin        | 2007-2014      |
| Frédéric Bourniole | 2014-          |

## Serveis comunals mancomunats
Bellestar forma part de la Comunitat de comunes de Rosselló - Conflent, amb capitalitat a Illa, juntament amb Illa, Bula d'Amunt, Bulaternera, Casafabre, Corbera, Corbera la Cabana, Cornellà de la Ribera, Glorianes, Millars, Montalbà del Castell, Nefiac, Prunet i Bellpuig, Rodès, Sant Feliu d'Amunt i Sant Miquel de Llotes.

## Demografia
La població va estar relativament baixa: al llarg del segle xix sobrepassà els 400 h (394 el 1836, 405 el 1961, 452 el 1891, 425 el 18969) i al segle xx va restar estacionada amb tendència a decréixer els darrers decennis (vegeu gràfic); a partir de 1992 ha restat molt equilibrada amb petits alts i baixos, tenint el 2015, 232 h. (dos centenars aglomerats al nucli i la resta esparsos en petits nuclis).

Població 1962-2008